# Скоково (Вашкинский район)
Скоково — деревня в Вашкинском районе Вологодской области.
Входит в состав Васильевского сельского поселения, с точки зрения административно-территориального деления — в Васильевский сельсовет.
Расстояние по автодороге до районного центра Липина Бора — 10 км, до центра муниципального образования деревни Васильевская — 13 км. Ближайшие населённые пункты — Верхнее Хотино, Митрофаново, Нижнее Хотино.
Согласно переписи 2002 года, население составляет 14 человек.